# 阴道
陰道（vagina）是雌性哺乳动物连接子宫和外生殖器的肌性管道，呈上宽下窄的柱状，由黏膜、肌层和外膜组成，富于伸展性。陰道是雌性的性交器官，也是排出经血和娩出胎儿的管道。其他脊椎动物如鸟类、爬行类、两栖类、鱼类和极少数哺乳类（单孔目），它们的生殖结构有所不同，没有阴道这个结构。
产道（birth canal）包含阴道，是分娩时胎儿由子宫产出的通道。分为软产道（子宫颈、阴道、前庭和阴门）和硬产道（又称骨产道，主要是骨盆结构）两部分。
在胎盤哺乳動物中（特別是灵长類），月经是生殖繁衍能力的象徵，也是陰道另一個主要功能——週期性從子宮內膜剝落的黏膜組織和血液藉由陰道排出。陰道的型態大小與部位隨物種而不同，甚至同一物種在大小上亦有差異。人類陰道介於陰戶的開口到子宮之間，末端止於子宮頸。
在尿殖区（urogenital region），不像雄性哺乳動物常是以尿道出口作為單獨的外部尿殖孔（urogenital aperture），雌性哺乳動物常是兩個尿殖孔，分別為尿道、陰道之用。陰道的開口比尿道孔大很多，兩者外有陰唇保護。而在兩棲動物、鳥類、爬行动物及單孔目的哺乳類動物的雌性身上，動物學家會稱之為泄殖腔的單獨開孔，功能上為腸道、尿道及生殖道共用。
陰道在女人的性與歡愉扮演要角。在人類或其他動物的性喚起過程中，陰道分泌液逐漸增加了陰道濕潤程度、減低摩擦、使通道環境平滑，而在性行為时，阴茎受到分泌液濕潤程度不一的摩擦助其勃射，使雌雄生殖細胞受精。另外，除了功能障碍的因素，會影響陰道的風險尚有各種性傳染疾病（STI/STD），因此有關當局如世界卫生组织等公共衛生與保健部門宣導推行安全性行為。
自古以來陰道在文化上存有若干認知上刻板概念，比如將陰道視為性渴望的焦點、生命至出生的譬喻象徵、地位屈在阴茎之下的器官、視覺上不討喜或其他不入流的代稱。

## 人类阴道结构

### 解剖特徵
陰道長度約7到15公分左右，直徑約2.5公分左右的空腔器官。
其主要的組織為彈性很高的平滑肌，尤其是陰道口部分分布有大量的神經末梢。陰道內部表面是黏膜構成，顏色通常是粉紅色。
當婦女平躺時，陰道向下与水平方向约15度，與子宮頸的夾角略大於90度。陰道開口位於女陰後方，在尿道開口之後。陰道的長度，直徑和形狀可有很大的變化。當婦女性交時陰道會隨之增大，在生產時甚至可以擴張到可讓嬰兒產出的程度。在平時它的形狀是扁平的，陰道口是封閉的而陰道壁也緊靠在一起。

### 一般结构
阴道是由胚胎的苗勒管所發育而成。人的阴道是弹性肌肉管狀組織，從宫颈延伸到外阴。阴道和外阴的内部的顏色是带红色的粉红色，它連接外阴以及子宫颈。
阴道其内層表面為複層扁平上皮（陰道上皮）。在这下面為平滑肌，在阴道性交及分娩时會收缩。下方的肌肉是称为外膜的结缔组织。

### 區域及層次
阴道內腔包圍子宫颈，陰道穹分为四个区域；分別是前部、後部和兩邊側部。阴道在其上方三分之一，中间三分之一与下三分之一都有支撐。上方的三分之一是由提肛肌和韧带所支撐，这些地区也被描述为在主韧带横向和宫骶韧带后外侧。阴道的中部三分之一涉及泌尿生殖隔膜。下部三分之一的阴道和会阴体有關，它有时被描述为含有会阴体，盆腔隔膜和泌尿生殖隔膜。
阴道壁可以分為四層：第一层是鳞状上皮，其形成折痕或皱褶，并讓阴道在生育時可以扩张到足够大的程度。该皱褶是一系列由阴道的外三分之一的壁的折叠产生的脊，這些横向上皮脊的功能是提供阴道在延伸和拉伸時有足夠的表面积。阴道的第二层是结缔组织，其中含有血管。第三层是在肌肉层，它是纵行肌的外层，以及环形肌的内层。第四层是结缔组织的外层，它连接到骨盆的其它器官，是由血液和淋巴管和肌肉纖維組成。 
阴道口是在外阴的尾端，尿道开口的后面。阴道上部的四分之一和直肠之間有直肠子宫陷凹將兩者隔開。在阴道上方有一層稱為阴阜的脂肪垫，包围耻骨，並在阴道性交过程中提供保护。

### 潤滑
前庭大腺位于阴道口和子宫颈附近，原本被认为是陰道分泌液的主要来源，但它们仅提供了几滴粘液润滑阴道一般认为陰道润滑液的主要成份是由从阴道壁渗流而出，即所谓「阴道渗出」。阴道渗出一開始是汗状液滴，由阴道的血管充血引起的，这导致毛细血管透過阴道上皮增加渗出的压力。
在排卵期前和排卵期中，子宫颈的粘液腺分泌粘液，使阴道腔成為有利精子存活的碱性环境。「阴道润滑一般随妇女的年龄而減少，但是这是一种自然的物理变化，不意味着有任何身体或心理问题。更年期后，体内的雌激素減少，除非進行雌激素替代疗法的补偿，否則阴道壁會显著变薄。」

### 变化和大小

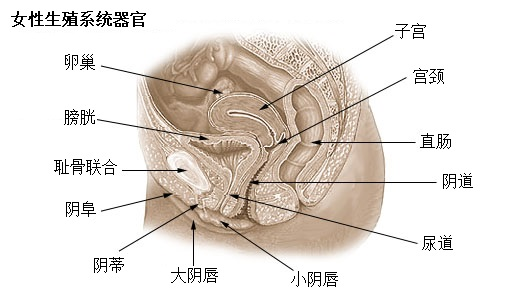
女性生殖系統的器官，中心部份為陰道

在正常状态下，在生育年龄的妇女，其阴道长度會有不同。阴道前壁长度约7.5厘米，阴道後壁长度约9厘米，因此后穹窿比前穹窿更深。若有性刺激，阴道的长度和宽度都會膨胀。
如果一个妇女直立时，阴道會是向上及向后的方向，和子宫的角度微大于45度，和水平的角度約60度。

### 处女膜（陰道冠）
处女膜又稱陰道冠，是包围或部分覆盖外部阴道口的薄膜组织。阴道性交和分娩对处女膜的影響因人而異。若处女膜的弹性足够，可能可以恢复到接近原来的状态。在其他情况下，可能会有残余（处女膜痕），也可能在多次的性交或分娩後消失。此外，处女膜也可能因為疾病、受伤、体检、自慰或運動而撕裂。由于这些原因，不太可能利用处女膜明确确定一名女性是否是处女。

## 人类阴道功能

### 分泌物及月經
阴道分泌物主要來自子宮、子宮頸及陰道上皮，在性興奮時則會有巴氏腺分泌的少量陰道分泌液。少量的分泌物可以維持陰道潮濕，在性興奮時、在月經前或是月經時分泌物會增加，在懷孕時也是。月經是子宮內膜定期的釋放血液及粘膜組織，透過阴道排到體外。隨著月經週期的變化，陰道粘膜組織的厚度及組成都會有變化，這也是女性生殖系統正常而自然的變化。
月經的經血及組織可以由阴道排出體外。在現代社會中，會用衛生棉、衛生棉條及月經杯等女性生理用品來防止月經流出。

### 性活動
聚集於陰道開口附近的神經末梢，使女性在性行為時，若以適當的方式給予性刺激，得以獲得愉悅感，而且許多女性在陰道性交時感受到親密及丰满的感覺。不過陰道本身的神經末梢數量較少，因此女性若只進行阴道性活动，不易得到足夠的性興奮以及性高潮。陰道的前三分之一，特別是靠近陰道口處，是神經集中之處，碰觸此處比碰觸陰道的後三分之二更加敏感。若陰道所有部份都有神經末梢，在性交時固然更加興奮，但這也意味著在生產過程中會更加疼痛。
在性刺激，尤其是對陰核的刺激下，陰道壁會分泌陰道分泌液，以降低性行為過程中的摩擦。阴道内有一个俗稱為「G点」的性感帶。当受到性刺激时，部分女性会感受到強烈的興奮，由於G點性高潮可能產生雌性潮射（潮吹），使得某些研究者認為G點興奮實際上是來自斯基恩氏腺，一種女性體內相當於前列腺的器官，而不是在陰道壁上的某個點。此外，有一些研究者則認為「G點」並不存在。

## 人类医学临床意义

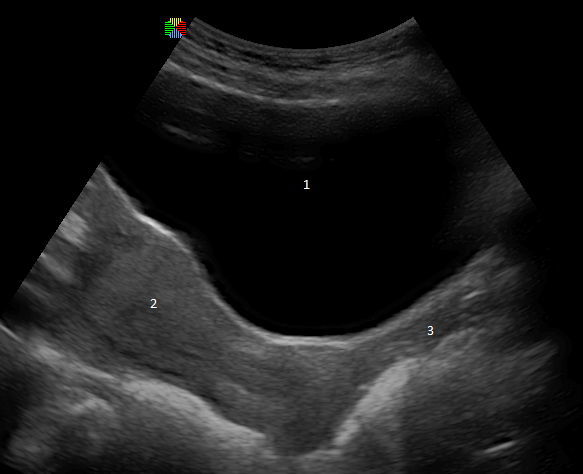
超音波照片，其中有膀胱、子宮及陰道

阴道有自净功能，因此通常不需要特殊处理。医生一般不鼓励冲洗的做法。因为健康的阴道是存在相互共生菌群（陰道菌群），保护阴道免於致病微生物的進入，试图破坏这种平衡可能会造成许多不良后果，包括异常分泌物和念珠菌症。
在妇科检查阴道時，经常會使用窥器，使阴道打開可以目視子宫颈或取得檢體（巴氏塗片檢查）。和阴道有關的醫療行為，包括检查、医学的给药、及进行分泌物检查，一般會稱為per vaginam。

### pH值
生育年龄的健康妇女，其阴道呈酸性，pH值一般3.8和4.5之间不等。这是由凱氏乳桿菌分泌的乳酸酶使得糖原降解為乳酸。这是阴道的偏利共生。酸度使得病原微生物的菌株無法生长。
若阴道的pH值增加（一般會以4.5或更高值為準），可能是因為细菌过度生长引起的，例如细菌性阴道炎和毛滴虫病，或是生產前的胎膜破裂（破水）。但是，在初潮前和绝经后，阴道内pH值也会高于4.5。

### 阴道痉挛
阴道痉挛是指此區域肌肉的条件反射造成阴道的不自主紧缩。它可以影响任何一種將外物插入阴道的行為，包括阴道性交，插入衛生棉條和月经杯，以及妇科的侵入性检查。許多心理和生理治疗可以减緩此情形。

### 疾病的征兆

#### 肿块
在阴道壁或底部出現肿块都是表示有异常情形。其中最常见的是前庭大腺囊肿。這種囊肿大小類似一个豌豆，是由腺体的正常出口堵塞形成的。可以小手术或是硝酸银進行治疗。其他较少见小疙瘩或水疱的原因是单纯疱疹。它们通常不止一個，非常疼痛，而且有透明的液體流出。可能与全身水肿有关，而且非常柔軟。与阴道壁癌症相关的肿块非常罕见，而且平均发病年龄为七十歲。 最常见的形式是鳞状细胞癌，再來是惡性腺瘤，最少見的是黑色素瘤。

#### 分泌物
大部分阴道的分泌物是由于正常的身体功能，如经期或性兴奋。不過异常分泌物往往意味著疾病。
正常阴道排出物包括血液或从子宫中排出的经血液，透明的液体可能是性刺激的結果或是子宮頸的分泌物。其他非感染性原因包括皮膚炎。非性傳播疾病的分泌物可能是陰道細菌增生症、鹅口疮或是念珠菌症。像淋病、衣原体感染或毛滴虫病等性傳播疾病也會有分泌物。鹅口疮的分泌物是略有刺鼻的白色液體，滴虫病的分泌物是有惡臭的绿色液體。

#### 疮
阴道的疮是指阴道壁的细膜崩溃。最常见的是擦伤和外伤引起的小溃疡。阴道中生疮可能由多种原因引起，其中强奸过程可能导致阴道损伤和炎症，从而引发溃疮。然而，大多数阴道溃疮是由于穿着不当的衣物或不正确插入卫生棉条等因素引起的。典型由梅毒引起的溃疡多半是无痛，且边缘有凸起。而且大多发生在阴道内，因此往往未被发现。疱疹的囊泡往往非常柔軟而且會有肿胀，使得排尿困难。在開發中國家一種稱為利什曼病的寄生虫病也会引起阴道溃疡，但在西方國家很少遇到。艾滋病毒可以透過阴道性交傳染，但不會造成阴道或外阴的疾病。這些局部的外阴或阴道疾病都很容易治疗，但患者常常會因為害羞而不進行治疗。

### 给药途径
阴道内给药是一種要將藥物施加在阴道內的給藥途徑。药理学上，它具有潜在的优势，藥物主要會在阴道内或附近的结构（例如子宫颈）作用，相較於其他给药途径，造成的不良反应會比較小。像陰道環就是阴道内给药的裝置，可以治療更年期的萎縮性陰道炎，也有避孕用的陰道避孕環。